# 8. april
8. april er dag 98 i året i den gregorianske kalender (dag 99 i skudår). Der er 267 dage tilbage af året.
Janus' dag. Dagen er formentlig opkaldt efter den italienske biskop Januarius (el. Janus; ital. Gennaro) fra Syditalien, der blev kastet for løverne under kejser Diocletians kristenforfølgelser.
Løverne nægtede at røre ham, så han blev i stedet halshugget.

### Begivenheder
Født - Dødsfald
- 1513 - Den spanske opdagelsesrejsende Juan Ponce de León opdager og begynder at udforske Florida, der erklæres for spansk.
- 1730 - Den første synagoge i New York indvies.
- 1783 - Krim bliver en russisk provins.
- 1820 - Statuen Venus fra Milo findes på den ægæiske ø Milos.
- 1838 - Den første transatlantiske dampskibsrute bliver indviet mellem Bristol i England og New York i USA. Ruten blev besejlet af Isamberd Brunels dampskib Great Western.
- 1875 - De tre fængslede socialistledere Louis Pio, Harald Brix og Poul Geleff benådes og løslades fra Vridsløselille efter næsten to års fængsel.
- 1940 - Efterretninger om tyske troppebevægelser sætter danske styrker i alarmberedskab langs grænsen.
- 1953 - De britiske kolonimyndigheder i Kenya idømmer den formodede Mau-Mau-leder Jomo Kenyatta syv års fængsel.
- 1965 - Der underskrives en traktat om et fælles EF-ministerråd og en fælles kommission.
- 1966 - Leonid Bresjnev vælges til generalsekretær for kommunistpartiet i Sovjetunionen. To år tidligere var han blevet valgt til Centralkomiteens førstesekretær.
- 1986 - Den amerikanske skuespiller Clint Eastwood bliver valgt til borgmester i byen Carmel i Californien.
- 1994 - Nirvanas forsanger Kurt Cobain bliver fundet, af elektriker Gary Smith, i familiens udhus efter at have begået selvmord, formodentlig 5. april.
- 1995 - Verdens største maleri på lærred færdiggøres af et hold studerende ved Savannah College of Art and Design og borgere fra Tybee Island i Georgia, USA. Det 7.127,8 m² store maleri forestiller Elvis Presley.
- 2005 - Prinsesse Alexandra og Prins Joachim bliver skilt.

### Født
- 1605 - Filip 4., spansk konge (død 1665).
- 1818 - Christian 9., dansk konge (død 1906).
- 1828 - Severin From, dansk skakspiller (død 1895).
- 1859 - Edmund Husserl, tjekkisk-tysk filosof (død 1938).
- 1875 - Albert 1., belgisk konge (død 1934).
- 1892 - Mary Pickford, canadisk skuespiller (død 1979).
- 1896 - Einar Juhl, dansk skuespiller (død 1982).
- 1904 - John Hicks, engelsk økonom (død 1989).
- 1905 - Hans Scherfig, dansk forfatter (død 1979).
- 1906 - Josef Søndergaard, dansk modstandsmand (død 1946).
- 1911 - Melvin Calvin, amerikansk nobelprismodtager i kemi (død 1997)
- 1912 - Sonja Henie, norsk kunstskøjteløber (død 1969).
- 1913 - Harald W. Lauesen, dansk-tysk maler (død 1989)
- 1918 - Betty Ford, tidl. amerikansk præsidentfrue (død 2011).
- 1919 - Ian Smith, rhodesisk premierminister (død 2007).
- 1921 - Franco Corelli, italiensk tenor (død 2003).
- 1925 - Grete Stenbæk Jensen, dansk forfatter (død 2009).
- 1929 - Jacques Brel, belgisk visesanger og sangskriver (død 1978).
- 1933 - Fred Ebb, amerikansk komponist (død 2004).
- 1937 - Søs Drasbæk, dansk modedesigner (død 2007).
- 1938 - Kofi Annan, ghanesisk diplomat og generalsekretær for FN (død 2018).
- 1941 - Vivienne Westwood, engelsk modedesigner (død 2022).
- 1941 - Tove Nielsen, dansk konsulent og tidligere minister, folketingsmedlem samt EU-parlamentsmedlem.
- 1944 - Anders Refn, dansk filminstruktør og -klipper.
- 1947 - Pascal Lamy, fransk forretningsmand og generaldirektør for WTO.
- 1950 - Grzegorz Lato, polsk fodboldspiller.
- 1951 - Geir H. Haarde, islandsk statsminister.
- 1955 - Carsten Nagel, dansk forfatter.
- 1956 - Peter Aalbæk Jensen, dansk filmproducent.
- 1961 - Lars Bom, dansk skuespiller.
- 1962 - Izzy Stradlin, amerikansk musiker og sangskriver, tidligere medlem af bandet Guns N' Roses.
- 1963 - Julian Lennon, engelsk sanger og sangskriver.
- 1964 - Janne Teller, dansk forfatter.
- 1966 - Robin Wright Penn, amerikansk skuespiller.
- 1968 - Patricia Arquette, amerikansk skuespillerinde.
- 1972 - Paul Gray, amerikansk musiker.
- 1974 - Chris Kyle, amerikansk  fin- og snigskytte (død 2013).

### Dødsfald
- 217 - Caracalla, romersk kejser (født 186) - myrdet.
- 1492 - Lorenzo de' Medici, italiensk statsmand. (født 1449)
- 1697 - Niels Juel, dansk admiral (født 1629).
- 1835 - Wilhelm von Humboldt, preussisk diplomat, politiker og filosof (født 1767)
- 1843 - Poul Dons, dansk forfatter (født 1783).
- 1848 - Gaetano Donizetti, italiensk komponist (født 1797).
- 1909 - V.U. Hammershaimb, skaber af det færøske skriftsprog (født 1819).
- 1929 - Evald Tang Kristensen, dansk folkemindesamler (født 1843).
- 1931 - Erik Axel Karlfeldt, svensk digter og modtager af Nobelprisen i litteratur (født 1864).
- 1973 - Pablo Picasso, spansk maler (født 1881).
- 2001 - Marguerite Viby, dansk skuespillerinde (født 1909).
- 2008 - Poul Eefsen, dansk jurist og politidirektør (født 1925).
- 2010 - Malcolm McLaren, Sex Pistols manager (født 1946).
- 2013 - Margaret Thatcher, første kvindelige premierminister (født 1925)
- 2023 - Michael Lerner, amerikansk skuespiller (født 1941)

|  | Denne datoartikel kan blive bedre, hvis der indsættes et (bedre) billede Du kan hjælpe ved at afsøge Wikimedia Commons for et passende billede eller uploade et godt billede til Wikimedia Commons iht. de tilladte licenser og indsætte det i artiklen. |